# Lurbe-Saint-Christau
Lurbe-Saint-Christau è un comune francese di 232 abitanti situato nel dipartimento dei Pirenei Atlantici nella regione della Nuova Aquitania.
Il territorio comunale è attraversato dalla gave d'Aspe, affluente della gave d'Oloron.

## Comuni limitrofi
- Oloron-Sainte-Marie ad est
- Asasp-Arros ad ovest
- Escot a sud

## Società

### Evoluzione demografica
Abitanti censiti

## Immagini di Lurbe-Saint-Christau

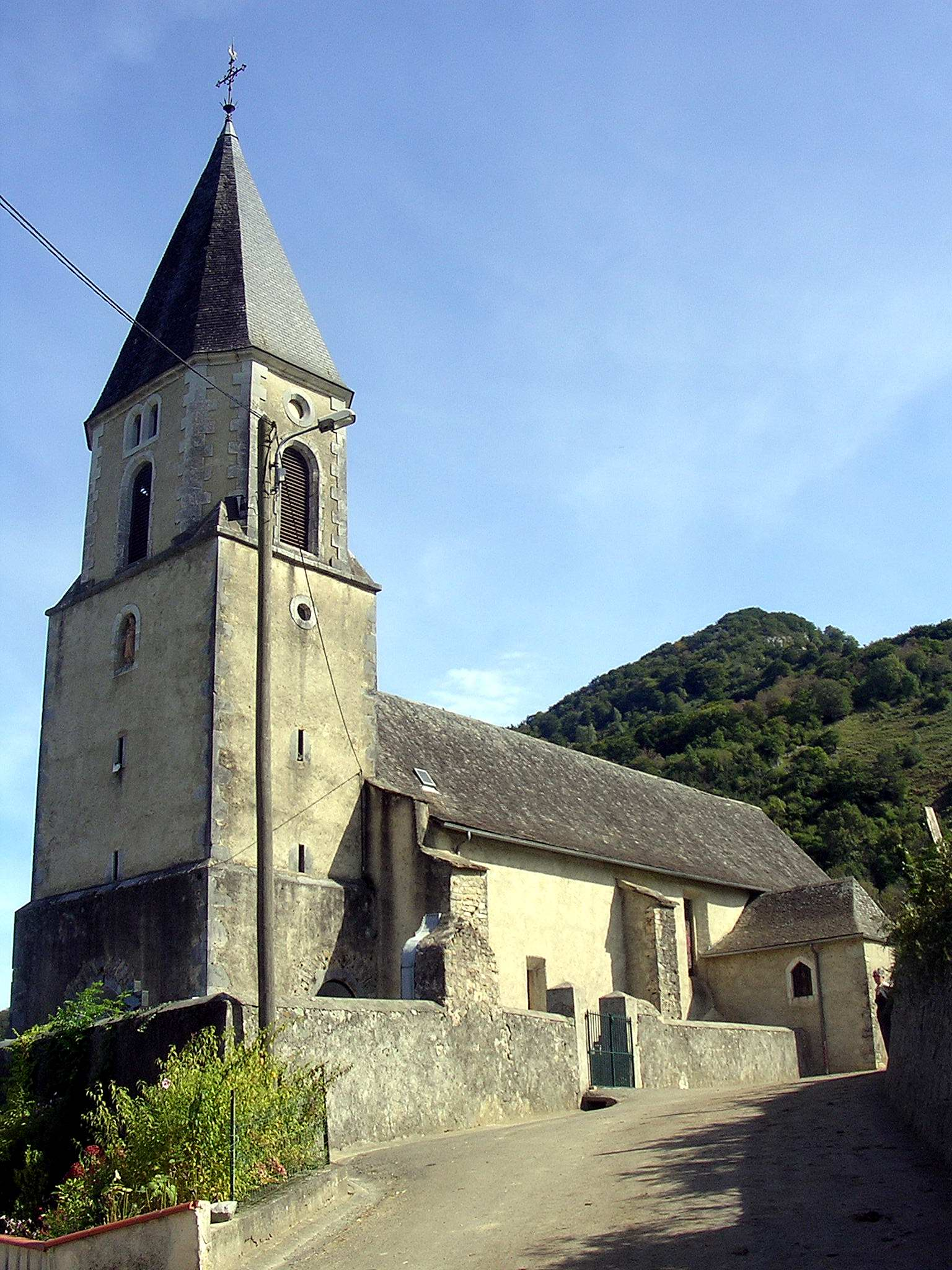
La chiesa parrocchiale
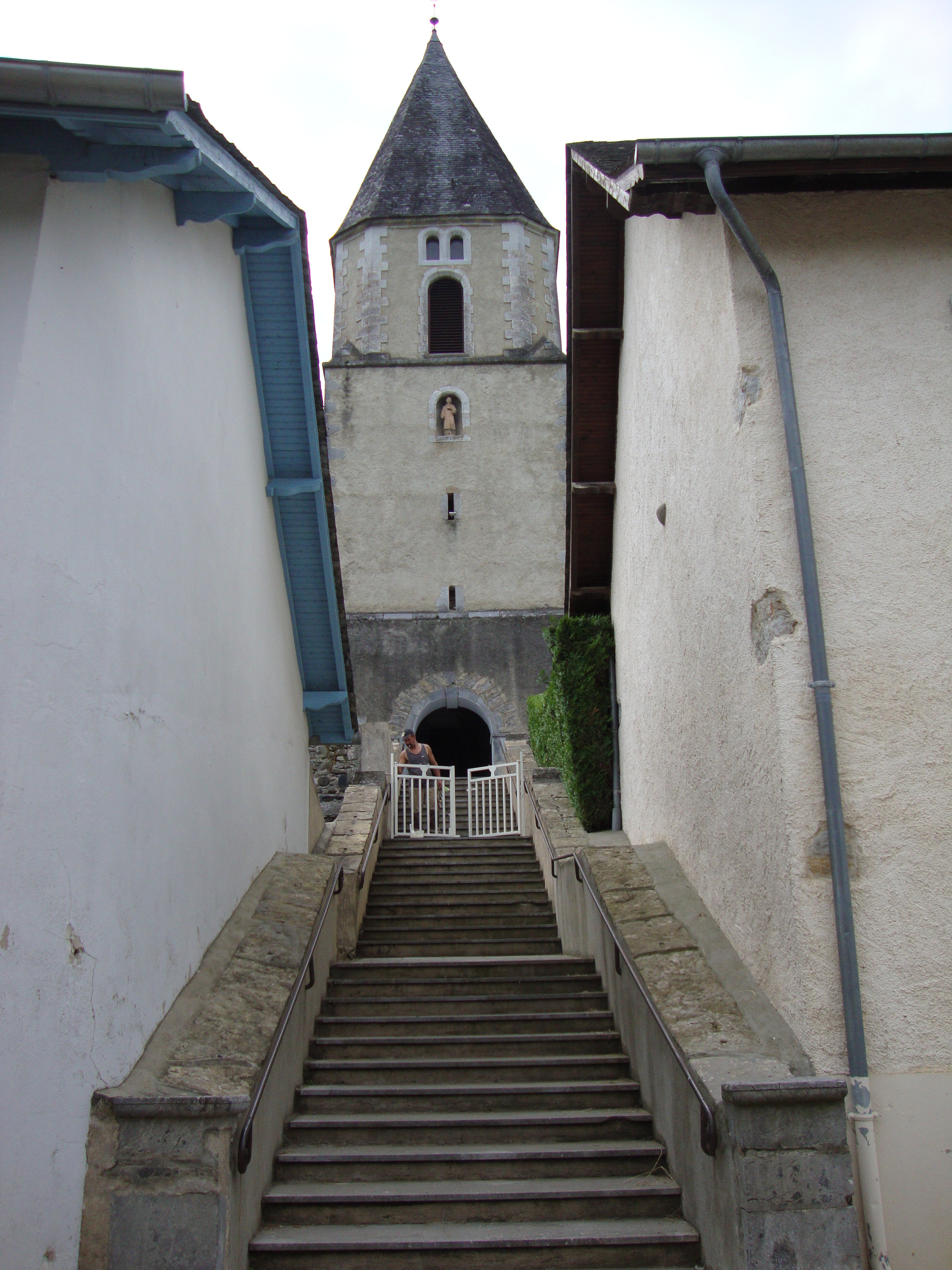
La salita alla chiesa
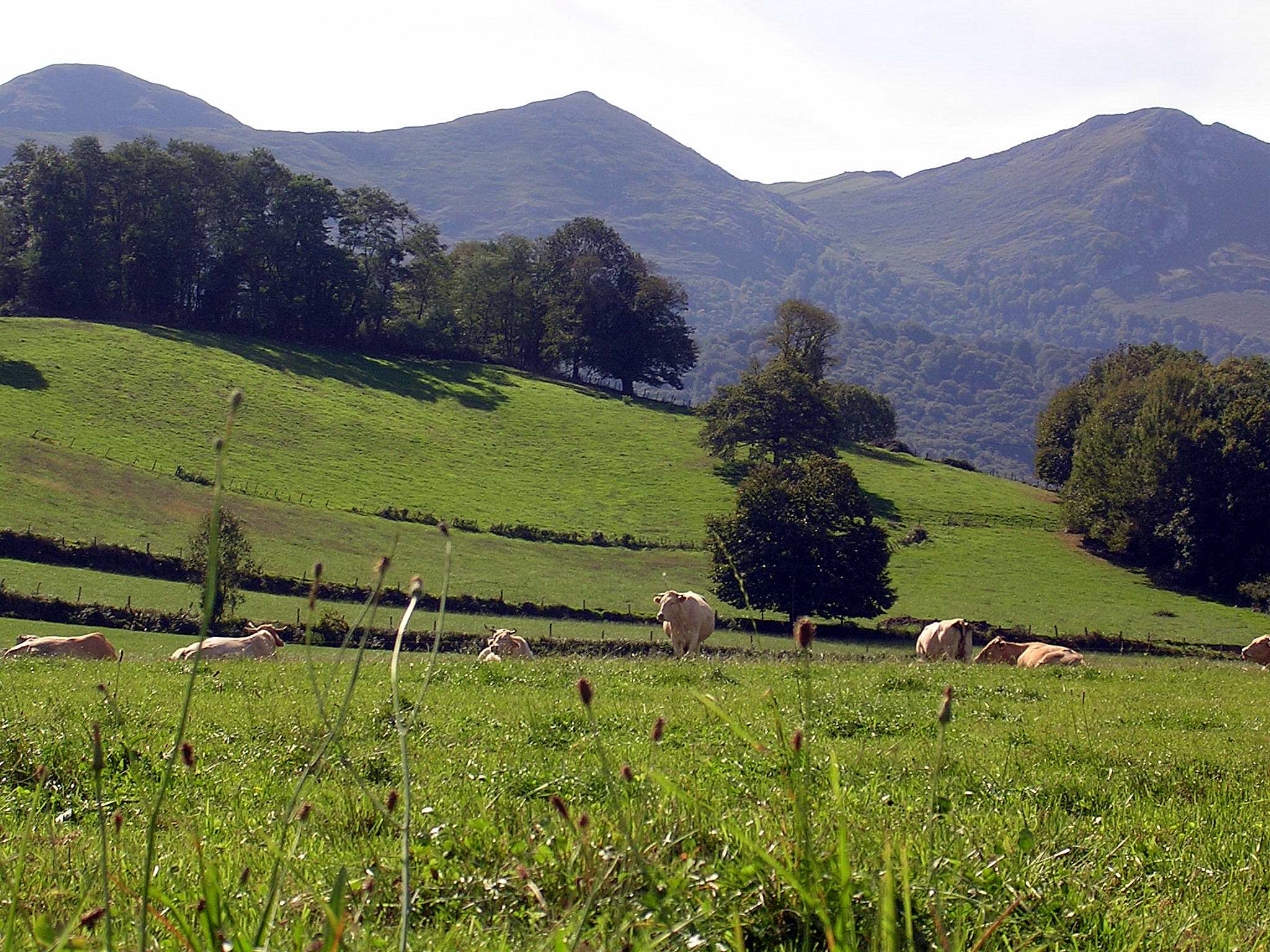
Paesaggio pastorale a Lurbe